# 土御門有宣
土御門有宣（つちみかど ありのぶ、永享5年（1433年） - 永正11年（1514年）2月13日）は、室町時代中期の公卿・陰陽家。
安倍朝臣嫡流安倍有季の子で、土御門家の始祖。陰陽頭に任じられ、文明5年（1473年）従三位、同9年（1477年）正三位、長享2年（1488年）従二位に叙された。

## 系譜
- 父：安倍有季
- 弟：土御門有春
- 子：土御門有尚